# Patents reials
Les Patents reials (en italià: Regie patenti) eren documents oficials, lleis o decrets, emesos pel monarca en carta oberta, per tal de permetre el sorgiment de projectes a gran escala relacionats amb les àrees d'especial importància per a l'Estat.
L'oposat a una patent (que prové del llatí litterae patents) era una carta closa (en llatí: litterae clausae); aquestes eren de naturalesa personal i segellada, de manera tal que solament el destinatari podia llegir-ne el contingut.

## Exemples
En són exemple les patents reials de 13 de juliol de 1814, de fundació dels Carabinieri,; i les emeses amb data de 21 de setembre 1828, que prohibien la caça de la cabra dels Alps al territori del Regne de Sardenya (Piemont-Sardenya), amb què es donava una primera protecció al territori que més tard esdevingué Parc Nacional del Gran Paradiso; contribuïren a salvar de l'extinció la cabra salvatge alpina.